# منتخب ماليزيا لكأس ديفيز
منتخب ماليزيا لكأس ديفيز هو ممثل ماليزيا الرسمي في كرة المضرب في كأس ديفيز.